# Casa Pitarch
La casa Pitarch és un edifici a la vila d'Horta de Sant Joan (Terra Alta) inclòs a l'Inventari del Patrimoni Arquitectònic de Catalunya.
Edifici de planta rectangular i tres crugies amb grans arcs apuntats que queden vistos a les façanes. La façana principal, que dona al carrer Picasso, consta de planta baixa, dos pisos i golfes. La façana posterior, al carrer Baix, té cinc plantes. La façana principal és restaurada. La planta baixa té basament de carreus de pedra vista amb accessos mitjançant arcs apuntats o ogivals. Les plantes superiors són de paredat arrebossat pintat, amb obertures (balcons) simètriques respecte a les de la planta baixa i d'altres posteriors asimètriques.
La façana posterior resta més abandonada, amb murs de carreus de pedra més regulars a les parts baixes i paredat vist. La volada dels balcons són noves, de formigó armat. Les seves obertures es repeteixen ordenadament en diferent escala al pis de baix i a la golfa. Destaca tant de la façana principal com de la posterior un gran arc apuntat desenvolupat de costat a costat de les mitgeres de la façana. Aquest arc té la seva clau al sostre del segon pis.